# 彼得·曼德
彼得·曼德（英語：Peter Mander，1928年7月4日—1998年6月21日），新西兰男子帆船运动员。他曾代表新西兰参加1956年和1964年夏季奥林匹克运动会帆船比赛，其中1956年奥运会获得一枚金牌。